# Chelonoidis chathamensis
Chelonoidis chathamensis là một loài rùa trong họ Testudinidae. Loài này được Van Denburgh mô tả khoa học đầu tiên năm 1907.